# 孙传敏
孙传敏（1953年—），四川资阳人，汉族，中华人民共和国政治人物、第十二届全国人民代表大会四川地区代表。
毕业于瑞士日内瓦大学地球科学专业。加入中国国民党革命委员会。担任民革四川省委副主委、成都市主委，成都市人大常委会副主任。2008年起担任全国人大代表。2013年，担任全国人大代表。